# Isocladiella flagellifera
Isocladiella flagellifera là một loài Rêu trong họ Plagiotheciaceae. Loài này được (Sakurai) S.H. Lin miêu tả khoa học đầu tiên năm 1986.